# Fidias Panayiotou
Fidias Panayiotou oder Fidias Panagiotou (griechisch Φειδίας Παναγιώτου, online bekannt als Fidias; * 10. April 2000 in Meniko, Bezirk Nikosia, Zypern) ist ein zyprischer Influencer, YouTuber und Politiker. Seit der Europawahl 2024 ist er Mitglied des Europäischen Parlaments für Zypern.

## Leben
Panayiotou leistete nach eigenen Angaben den 14 Monate vorgeschriebenen Wehrdienst der Zyprischen Nationalgarde bei deren maritimen Spezialkräften MYK ab.

### YouTube-Karriere
Fidias begann seine YouTube-Karriere im März 2019. International bekannt wurde er unter anderem im Oktober 2022, als er sich selbst die Aufgabe gab, Elon Musk zu umarmen, nachdem er bereits 99 andere Prominente umarmt hatte. Fidias stand nahezu täglich vor dem Twitter-Headquarters in San Francisco und ließ Musks Mutter Maye Musk von seinen Fans mit seinem Anliegen zuspamen. Am 21. Januar 2023 erreichte er sein Ziel und bekam überregionale Reichweite.

### Europawahl 2024
Im April 2024 gab Fidias bekannt, dass er als parteiloser Kandidat für das Europaparlament antreten wird. Fidias hatte im Vorfeld der Wahl betont, dass es nicht sein Ziel sei, gewählt zu werden, sondern vielmehr junge Menschen zum Wählen zu motivieren. Er gab zudem zu, dass er keinerlei Ahnung von Politik habe. Mit rund 19,3 % gewann er bei der Wahl einen Sitz im Parlament.
Fidias steht laut Eigenaussage der als rechtsextrem und rechtspopulistisch geltenden Partei ELAM nahe, betonte aber, im EU-Parlament keinen Parteiinteressen dienen zu wollen.
Die Entscheidung, sich einer Fraktion anzuschließen oder nicht, überließ er seinen Followern, die dann bei TikTok mehrheitlich für seine Fraktionslosigkeit gestimmt hätten, wie er in einem weiteren Video bekanntgab.
„Ohne Fraktion verzichtet Panayiotou auf Einfluss im Parlament, wichtige Aufgaben in den Ausschüssen bleiben Fraktionslosen vorenthalten, sie sind somit so gut wie gar nicht an der Gesetzgebung beteiligt.“ ()
Anfang Mai 2025 reiste Panayiotou mit fünf weiteren Abgeordneten des Bündnis Sahra Wagenknecht (BSW) und der slowakischen SMER nach Moskau, um dort nach eigenen Angaben „eine Art Diplomatie“ zur Beendigung des Russisch-Ukrainischen Krieges zu etablieren.